# USS Vincennes (CG-49)
USS Vincennes (CG-49) je bila treća raketna krstarica klase Ticonderoga u službi američke ratne mornarice te četvrti brod koji nosi to ime.

Trenutačno se nalazi u mornaričkom kompleksu za brodove izvan službe. Od 2008. se očekuje da će u narednih pet godina biti razrezan zajedno s USS Yorktownom i USS Thomas S. Gatesom.

## Vanjske poveznice
- ussvincennes.org